# ابن الزيات التادلي
يوسف بن يحيى بن عيسى بن عبد الرحمن التادلي، أبو الحجاج، المعروف بابن الزيات (ت. 627 هـ / 1230 م) هو أديب وقاضي مالكي من أهل تادلة بالمغرب.

## آثاره
من آثاره:
- «التشوف إلى رجال التصوف» المسمى أيضا «كتاب التشوف».
- «نهاية المقامات في دراية المقامات» وهو شرح لمقامات الحريري.
- «مناقب الشيخ أحمد السبتي دفين مراكش».[3]